# Rencontres de Bilthoven

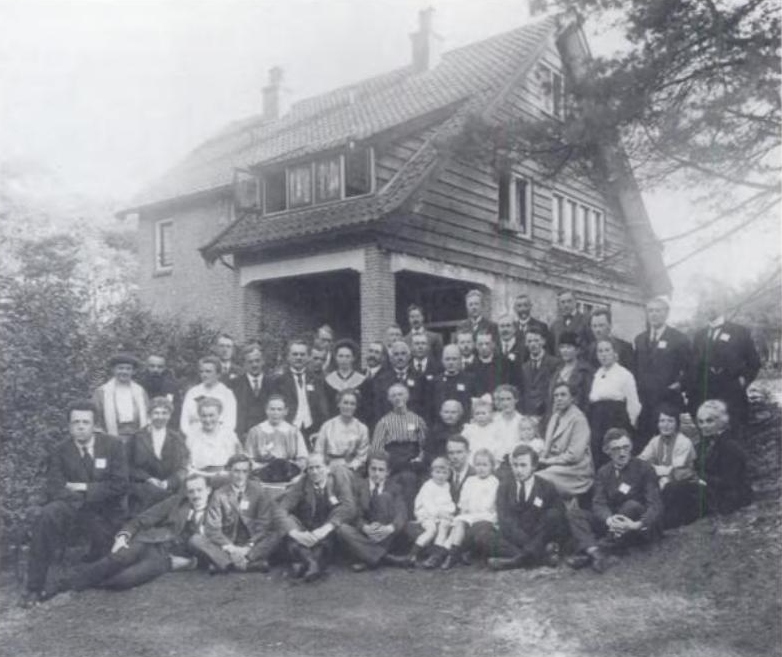
Rencontre de 1919 à Bilthoven.

Les rencontres de Bilthoven sont une série de réunions de militants pacifistes qui ont eu lieu peu après la Première Guerre mondiale dans la demeure de Kees et Betty Boeke à Bilthoven aux Pays-Bas (commune de De Bilt, près d'Utrecht). 
Ces rencontres ont permis la création d'un important réseau d'hommes et de femmes de divers pays qui ont posé les bases du mouvement pacifiste du XXe siècle. De 1919 à 1921 sont fondées trois organisations pacifistes internationales :
- Le Mouvement international de la réconciliation (MIR), en anglais International Fellowship of Reconciliation (IFoR)
- Le Service civil international (SCI)
- L'Internationale des résistants à la guerre (IRG), en anglais War Resisters' International (WRI).

## Circonstances

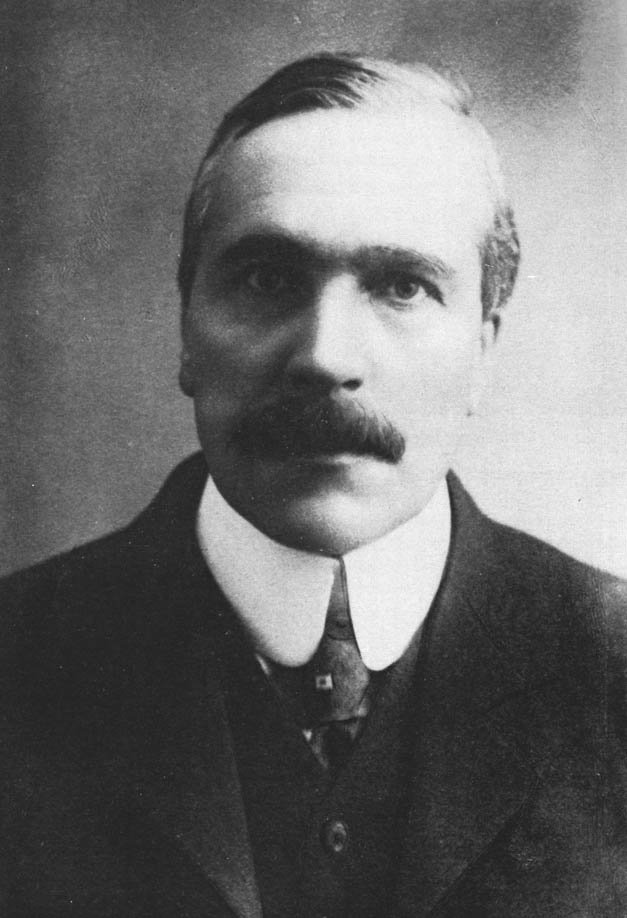
Henry Hodgkin.

### Les rencontres pacifistes durant la Première Guerre mondiale
Une rencontre a lieu à Constance du 1er au 3 août 1914, à l'invitation de la « Church Peace Union ». Près de 150 leaders religieux étaient invités pour fonder la « World Alliance for Promoting International Friendship Through the Churches » (Alliance mondiale pour la promotion de l’amitié internationale par les Églises),. S'y retrouvent le quaker anglais Henry Hodgkin (1877-1933) et le théologien protestant allemand Friedrich Siegmund-Schultze (1885-1969), à l'origine du réseau International Fellowship of Reconciliation ou Mouvement international de la Réconciliation. Lilian Stevenson écrit que « le mot intraduisible de Fellowship a un sens plus mystique que le terme de Mouvement. Il s'applique à une compagnie de gens qui se sentent en communion les uns avec les autres et forment une famille spirituelle ». 
Henry Hodgkin et les quakers réunissent encore 270 personnes à Llandudno (Pays de Galles) en septembre, puis 130 personnes à Cambridge en décembre 1914, où un comité est désigné pour lancer la « Fellowship of Reconciliation ». Un premier groupe est fondé en Angleterre en 1915, puis Hodgkin voyage aux États-Unis où se créent d'autres groupes ; il maintient des contacts avec d'autres pays pendant la guerre. Une autre conférence a lieu à Uppsala (Suède) en 1917 et l' « International Christian Meeting » se tient à Oxford en septembre 1918,,.

### Kees et Betty Boeke

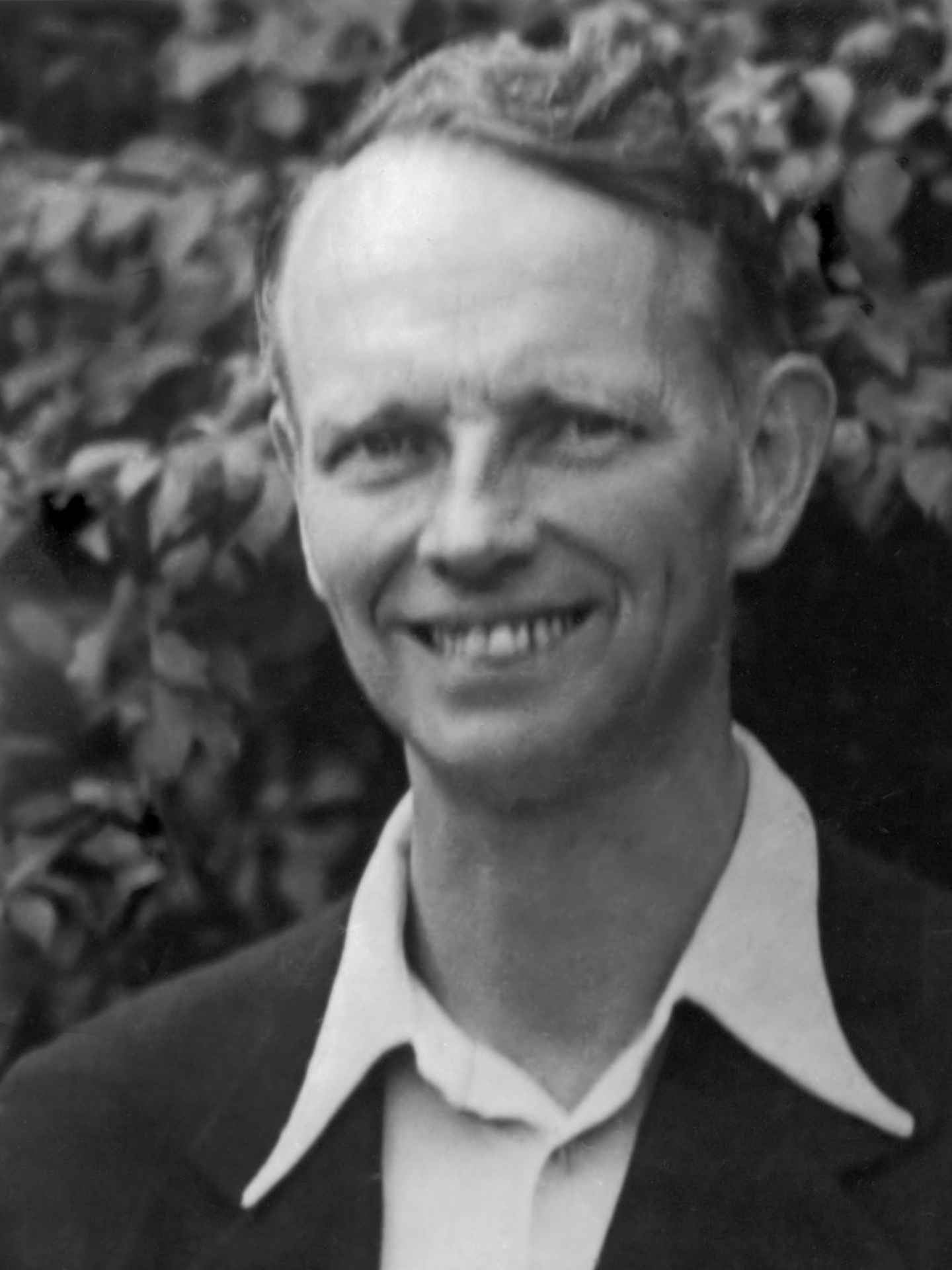
Kees Boeke en 1939.

Kees Boeke (1884-1966), Néerlandais de famille mennonite, devient quaker au cours d'un séjour en Angleterre ; en 1911, il épouse Beatrice Cadbury (1884-1976), fille de Richard Cadbury, fondateur de l'entreprise du même nom ; de 1912 à 1914, ils travaillent dans une école quaker au Liban, puis rentrent aux Pays-Bas et deviennent actifs dans le travail pour la paix dès le début de la guerre. 
Proches de Henry Hodgkin, ils adhèrent à la « Fellowship of Reconciliation ». Après un voyage en Allemagne et en Angleterre (les Pays-Bas étant un pays neutre), Kees rentre aux Pays-Bas et la famille s'installe à Bilthoven, où leur maison devient un centre pacifiste : d'abord Het Boschhuis (« la maison de la forêt »), où a lieu le culte quaker et où est créée l'association Broederschap in Christus (BiC) (« Fraternité en Christ »),,, puis en 1920, dans une nouvelle demeure, plus grande, Het Broederschapshuis (« la maison de la Fraternité »).
Par la suite, Kees s'est consacré à l'activité pédagogique en créant une école d'avant-garde à Bilthoven ; lui et son épouse ont aussi utilisé de l'argent venant de Cadbury pour créer un fonds « Boeke », qui a subventionné le SCI durant la Seconde Guerre mondiale.

## Les trois rencontres

### Le Mouvement international de la Réconciliation (octobre 1919)

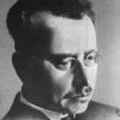
Friedrich Siegmund-Schultze.

À l'invitation de Ernest et Eveline Fletcher, de Kees Boeke et Henry Hodgkin, une conférence internationale pour la paix se tient à Bilthoven du 4 au 19 octobre 1919 avec 50 participants hommes et femmes,. Outre les Anglais et les hôtes Néerlandais, il y a des délégués d'Allemagne, de Norvège, de Suède, du Danemark, de Finlande, de France, de Suisse et des États-Unis. Quelques noms de participants : Friedrich Siegmund-Schultze, J. B. Hugenholz, Mathilde Wrede (1863-1928), Lilian Stevenson (1870-1960), Leonhard Ragaz (1868-1945), Pierre Ceresole (1879-1945),,. Plusieurs des participants sont des objecteurs de conscience qui ont été emprisonnés pendant la guerre. La circulaire d’invitation envoyée en août 1919 comptait sur une participation de 20 à 30 personnes de 6 à 8 pays et posait la question : « Qu’entendons-nous par la “révolution chrétienne” ? ».
Ces représentants de la « Fellowhip of Reconciliation » de plusieurs pays se fédèrent dans un mouvement créé sous le nom de « Christian International » (Internationale chrétienne) avec Kees Boeke et Pierre Ceresole comme secrétaires. C'est le début du Mouvement international de la réconciliation.
Lilian Stevenson écrivit sur cette rencontre « We met as strangers: we parted a Fellowship » (« Nous nous sommes rencontrés étrangers : nous nous sommes séparés famille spirituelle »). Ils assumèrent la responsabilité des massacres : « We all stand condemned before God. None can cast a stone at his brother » (« Nous nous tenons tous condamnés devant Dieu. Personne n'a le droit de lancer une pierre à son frère »).

### Le Service civil international (août 1920)

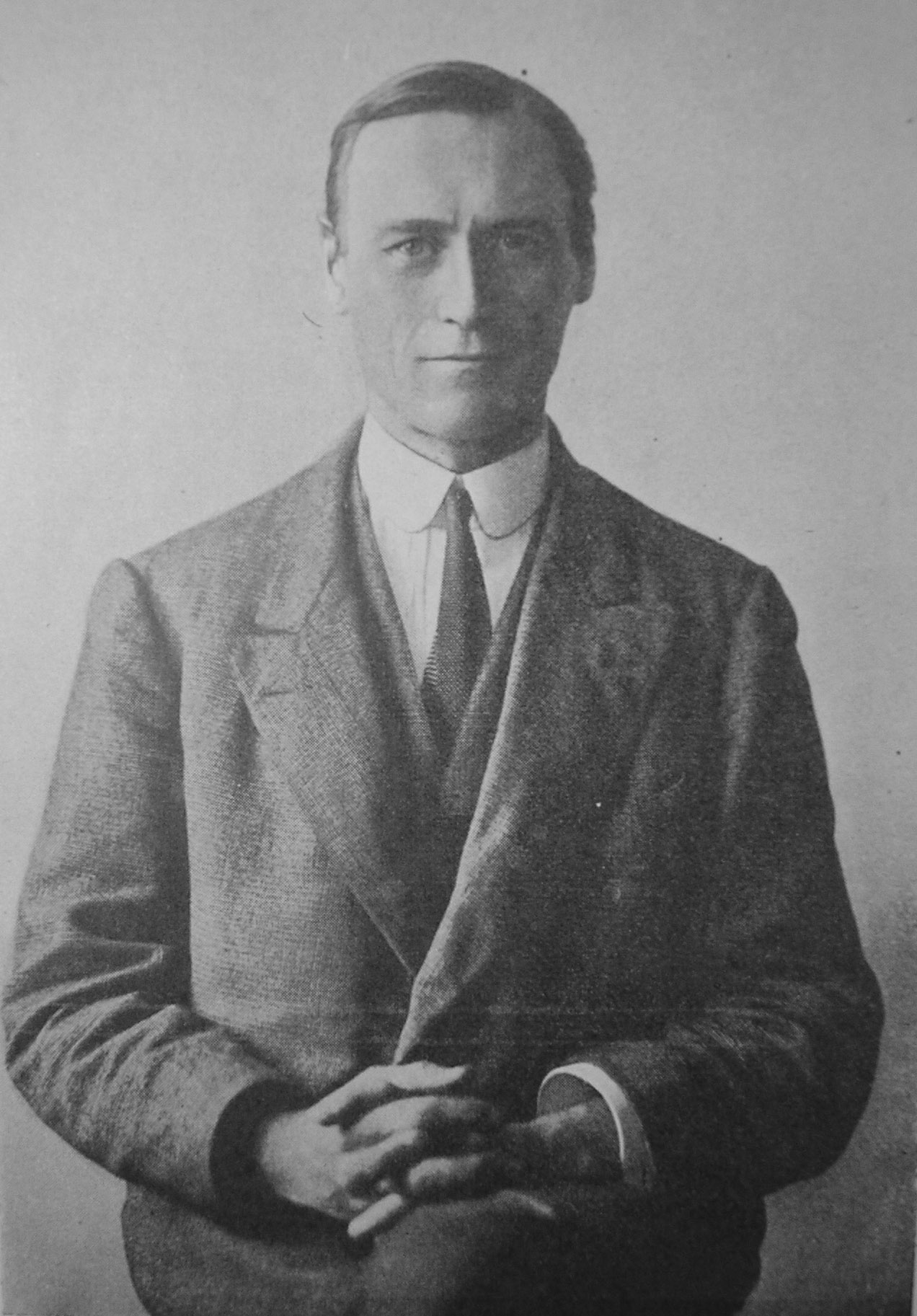
Pierre Ceresole.

La « Réconciliation » tient une nouvelle conférence à Bilthoven en été 1920. Un jeune Allemand interpelle les participants : « Nous avons discuté pendant deux jours ; ce serait le moment de nous mettre à l'action ». Il raconte que son frère, soldat, avait contribué à dévaster le nord de la France : il désire contribuer à réparer ces ruines. C'est l'attitude qui convient au caractère du secrétaire Pierre Ceresole. Plusieurs sont enthousiasmés et la « Réconciliation » décide de mettre sur pied une équipe de reconstruction. Ceresole se rend peu après en Allemagne où il rencontre le quaker Anglais Hubert Parris qui a de l'expérience avec les services de secours organisés par la Société religieuse des Amis (quakers). Celui-ci témoigne : « Nous passâmes ensemble une longue soirée dans sa chambre d'hôtel, à Berlin, et je ne le quittai qu'après minuit. C'est pendant cette soirée que le Service civil international est né, l'idéal de Pierre et mes expériences pratiques se rencontrant et prenant une nouvelle signification ». C'est Maria van der Linden qui insiste pour que Parris, alors qu'il se trouve à Bilthoven en septembre, rencontre Ceresole. Boeke et Ceresole divergeaient sur le choix des moyens. 
Le premier chantier de reconstruction a lieu à Esnes près de Verdun en novembre 1920 déjà. Puis d'autres chantiers suivent, après des catastrophes naturelles, avec des chômeurs, avec les réfugiés espagnols. C'est seulement dans les années 1930 que le mouvement se structurera. Si les documents officiels du SCI citent le chantier de Verdun comme événement fondateur, les textes d'Hélène Monastier, proche collaboratrice de Ceresole, mettent l'accent sur la conférence de 1920 : « c'est à Bilthoven qu'allait prendre corps (...) l'idée d'un service civil volontaire pour la paix ». Le comité international du SCI se retrouve à Bilthoven en 1960 et fête son 40e anniversaire avec Kees Boeke.

### L'Internationale des résistants à la guerre (mars 1921)

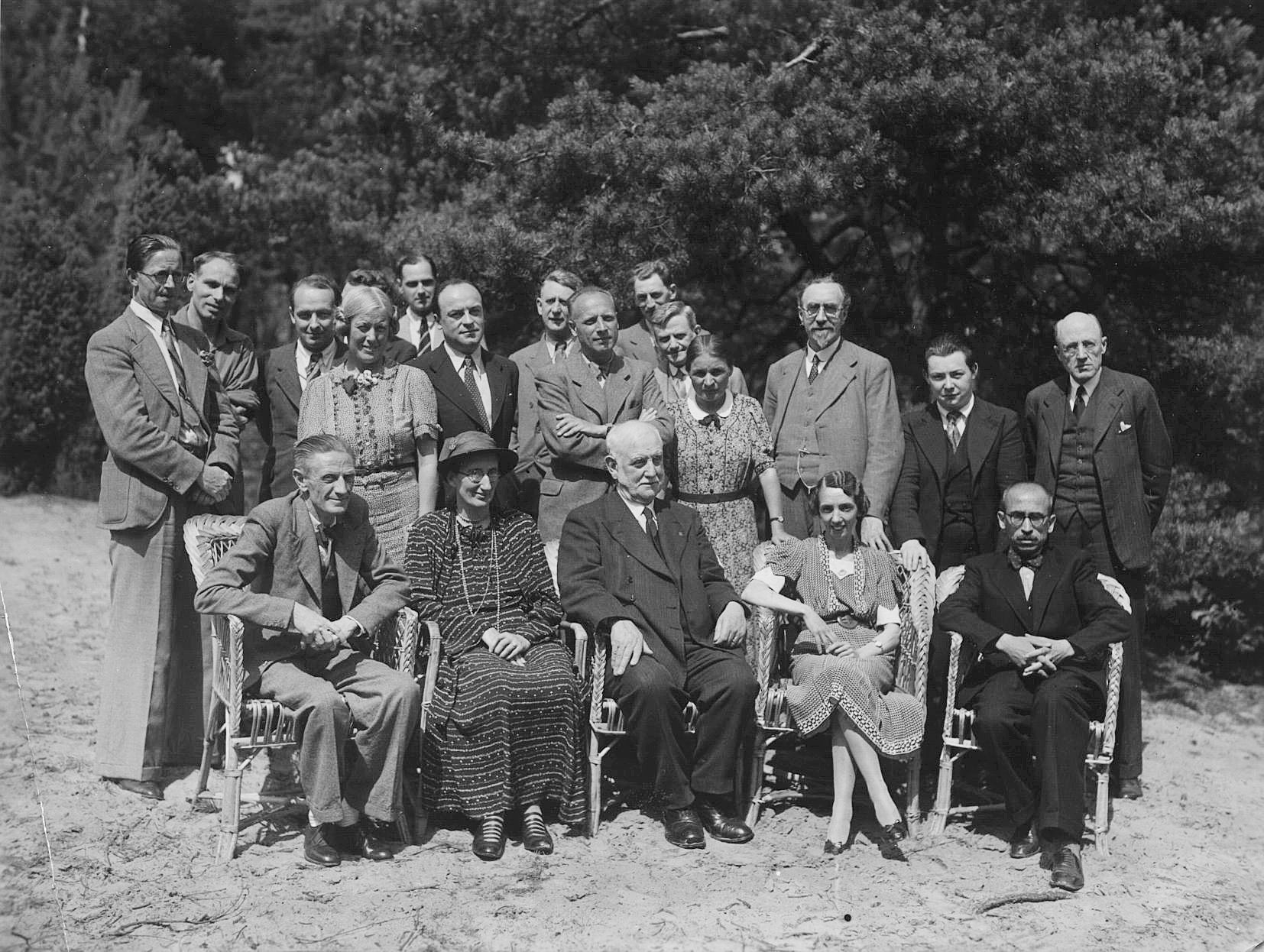
Le conseil de la WRI en 1938 à Bilthoven.

Une petite conférence réunissant des représentants d'organisations pacifistes européennes radicales a lieu à Bilthoven du 22 au 25 mars 1921. Ils fondent avec Helene Stöcker le mouvement « PACO » (La Paix en espéranto) qui changera de nom pour devenir l'Internationale des résistants à la guerre en 1923. Le secrétariat se trouve à Bilthoven en 1921-1923, puis à Londres. Kees Boeke apparaît comme l'un des principaux initiateurs et la conférence de Bilthoven est considérée comme fondatrice du mouvement dans les textes de l'IRG,,.
Les fondateurs du « PACO » participent dès le 26 mars 1921 à un congrès international antimilitariste de l'IAMV qui se déroule à La Haye. L' « Internationale Antimilitaristische Vereinigung – IAMV » (le Rassemblement antimilitariste international) a été fondée en 1904 en marge de la IIe Internationale. Si les deux mouvements désirent collaborer fraternellement, la différence tient à ce que les fondateurs de l'IRG se reconnaissent fondamentalement dans la non-violence, alors que l'IAMV n'y voit qu'un choix tactique. « PACO » devient active dès l'automne et adhère au « International Antimilitarist Bureau » (IAMB) qui vient d'être créé par l'IAMV,.

## La constitution de réseaux pacifistes

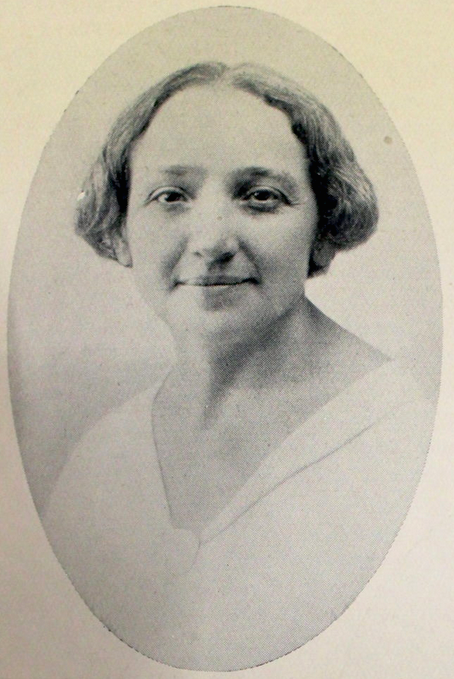
Elisabeth Rotten.

Avant la Première Guerre mondiale, il existait déjà quelques réseaux pacifistes comme le Bureau international permanent de la paix (dès 1891) et le Rassemblement antimilitariste international (IAMV, dès 1904). Le traumatisme créé par les 8 millions de morts exalte les sentiments anti-guerre : ce sera la « Der des Ders », « 'Friedensbund der Kriegsteilnehmer' », « No More War Movement ». Dans ce contexte les rencontres de Bilthoven structurent le mouvement pacifiste naissant dans trois dimensions complémentaires : le pacifisme chrétien de la Réconciliation, l'alternative à l'armée du Service civil international et l'objection de conscience des Résistants à la guerre. 
Ces réseaux pacifistes tissent des relations avec d'autres mouvements internationaux de l'époque, engagés dans des dimensions qui ajoutent à la recherche d'un monde plus juste : une spiritualité non dogmatique représentée par les quakers (Henry Hodgkin, Kees et Betty Boeke, Elisabeth Rotten, Pierre Ceresole, Hubert Parris), l'emploi de l'espéranto, l’éducation nouvelle et la pédagogie Montessori (Kees et Betty Boeke, Elisabeth Rotten) et le rôle des femmes avec la Ligue internationale des femmes pour la paix et la liberté (Elisabeth Rotten).
La création de la Société des Nations et l’installation de ses bureaux à Genève en novembre 1920 va contribuer à l’intensification des rencontres physiques entre les personnes concernées. On trouve à Genève : la Ligue internationale des femmes pour la paix et la liberté dès 1919, la Ligue internationale pour l'éducation nouvelle créée par Adolphe Ferrière en 1921, un Centre quaker international dès 1923, le Bureau international de la paix dès 1924, l’École internationale de Genève créée en 1924, le Bureau international d'éducation créé en 1925. Par ailleurs une « Maison des petits » pratiquant la pédagogie Montessori y a été créée en 1914 déjà.